# سیارک ۵۸۷۷
سیارک ۵۸۷۷ (به انگلیسی: 5877 Toshimaihara، نامگذاری:1990FP) پنج هزار و هشتصد و هفتاد و هفتمین سیارک کشف شده‌است که در ۲۳ مارس ۱۹۹۰ کشف شد.